# Anders Malmström (borgmästare)
Anders Malmström, född på 1600-talet, död 1727, var en svensk borgmästare.

## Biografi
Anders Malmström föddes på 1600-talet. Han blev 1710 borgmästare i Luleå stad och var riksdagsman vid riksdagen 1710. Malmström avled 1727.